# Johnnie Mullens
Johnnie Mullens (Granbury, 27 agosto 1884 – Los Angeles, 3 gennaio 1978) è stato un cavaliere e attore statunitense.
Stella dei rodeo, fece parte del Buffalo Bill's Wild West Show. Nel 1910 apparve in un documentario firmato da Francis Boggs per la Selig sulla vita nei ranch del West. Mullens, nel 1972, pochi anni prima della sua morte, appare in un piccolo ruolo anche ne L'ultimo buscadero di Sam Peckinpah.
Mullens morì a 93 anni, il 3 gennaio 1978 a Eagle Rock (Los Angeles).

## Filmografia
- Ranch Life in the Great Southwest, regia di Francis Boggs - documentario, cortometraggio (1910)
- L'ultimo buscadero (Junior Bonner), regia di Sam Peckinpah (1972)